# South Ruislip
South Ruislip – stacja londyńskiego metra położona na trasie Central Line, a także kolejowa, obsługiwana przez przewoźnika Chiltern Railways na trasie z Londynu do Birmingham. Stacja mieści się w piątej strefie biletowej, w dzielnicy South Ruislip, w zachodniej części miasta.

## Połączenia
Stacja obsługiwana jest przez autobusy linii 114 i E7.

## Galeria

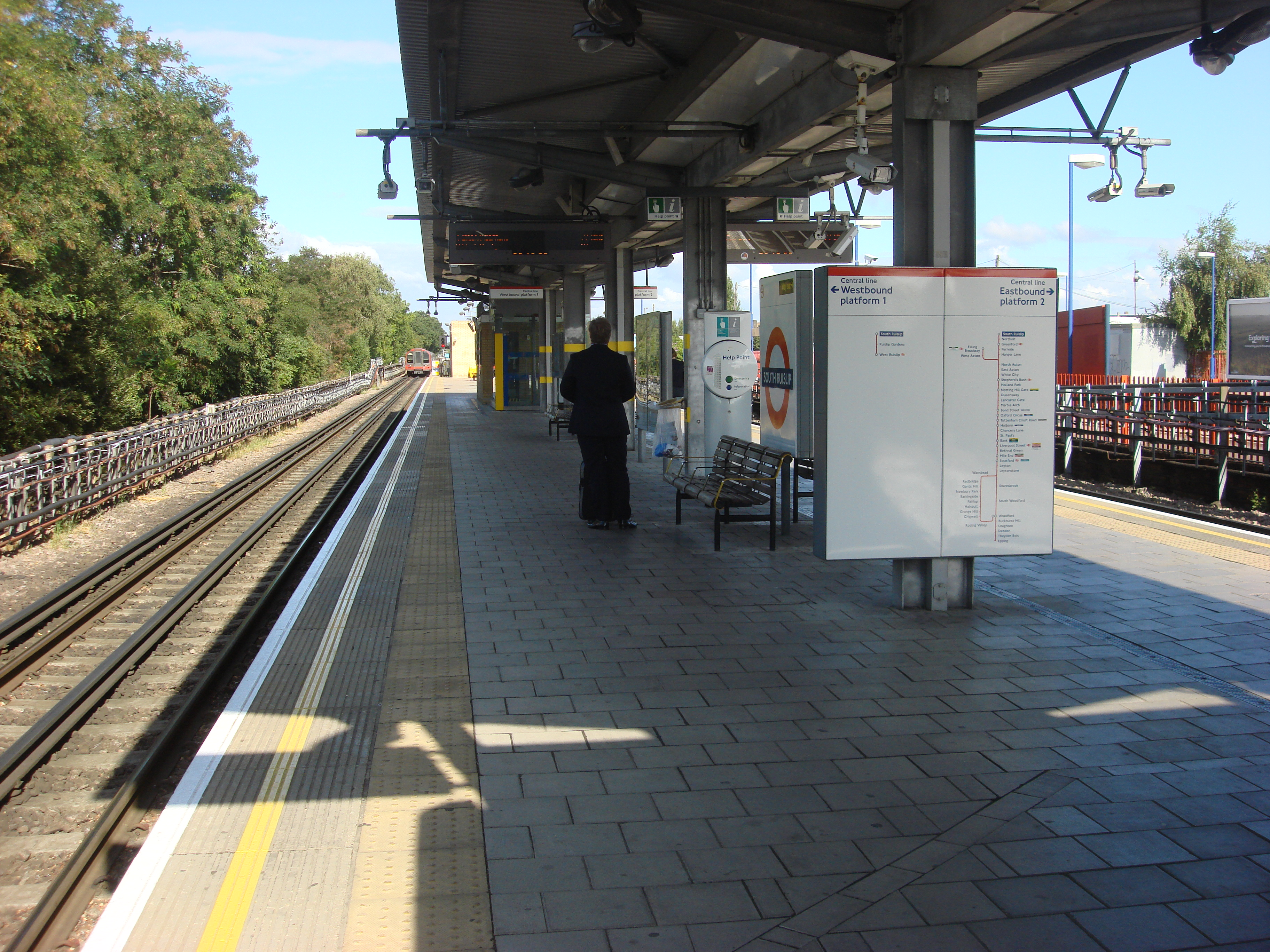
Platforma w kierunku zachodnim
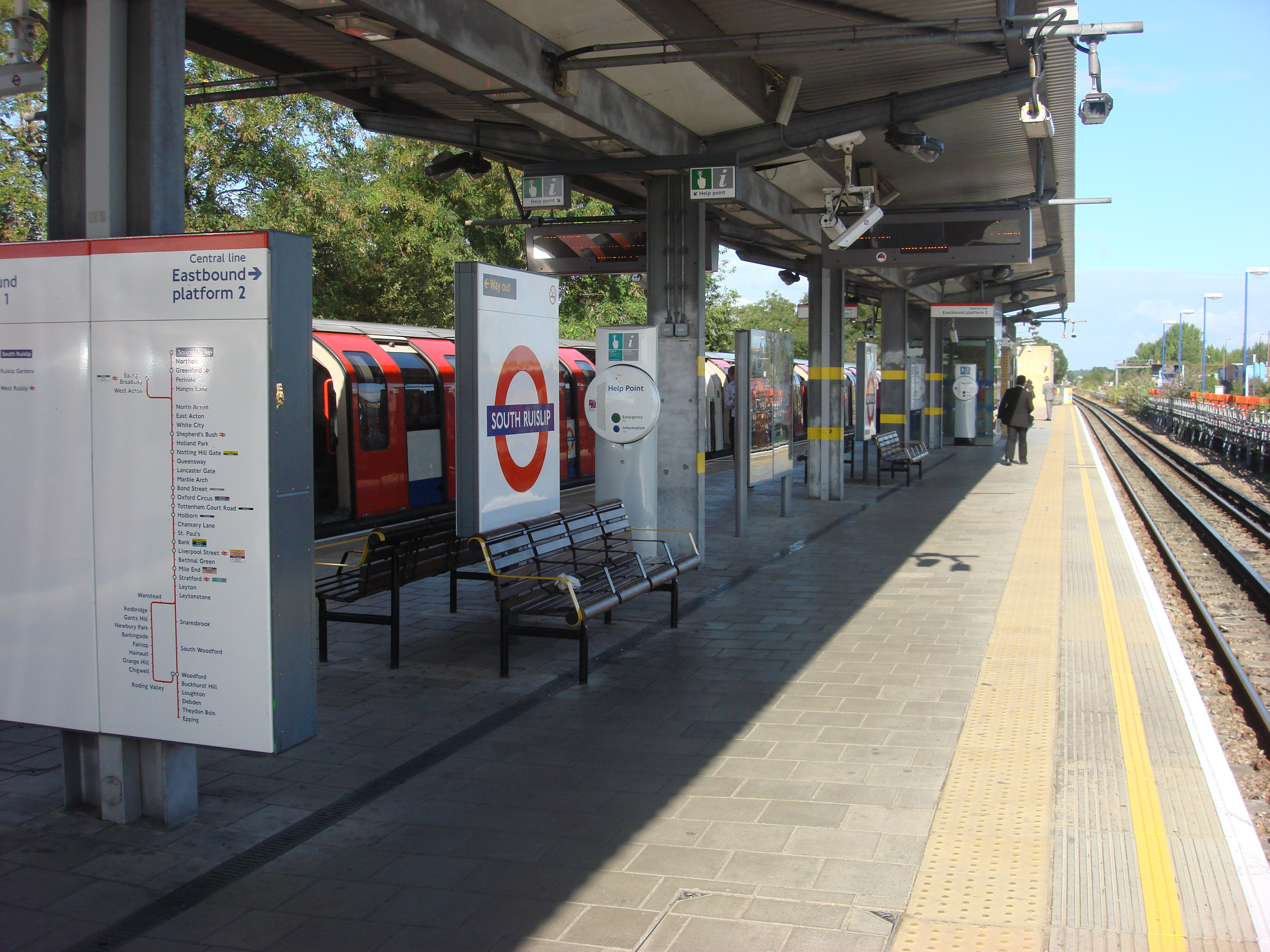
Platforma w kierunku wschodnim
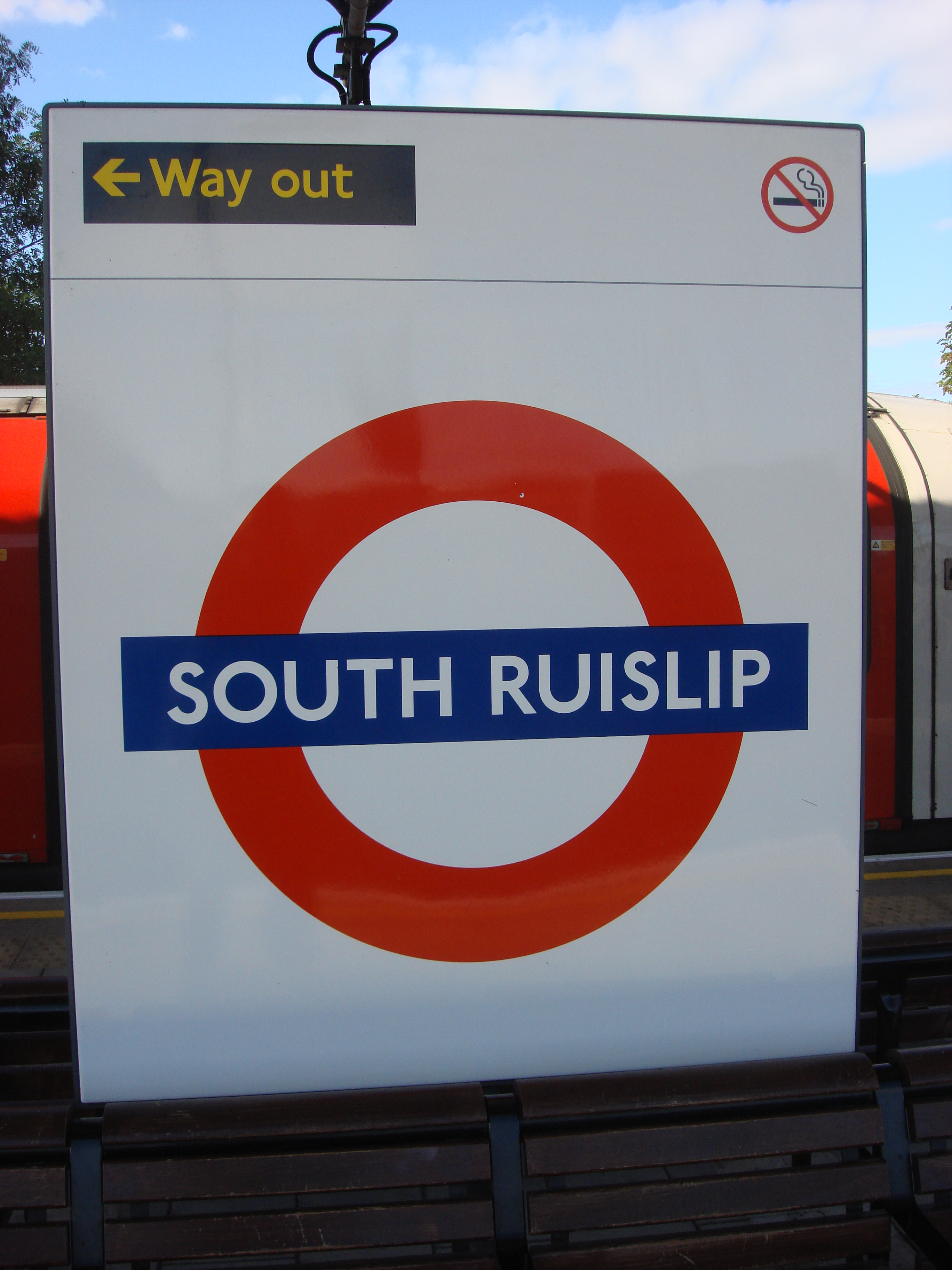
Symbol stacji